# Éder Fialho
Éder Fialho, född 4 maj 1973, är en friidrottare från Brasilien. Han deltog vid olympiska sommarspelen 2000.